# Triássico
| Período Triássico Há 252.17–201.3 milhões de anos PreЄ Є O S D C P T J K Pg N |                                               |
| |                                               |
| Teor médio de o2 atmosférico durante o período | ca. 16 Vol % (80 % do nível atual)            |
| Teor médio do CO2 atmosférico durante o período | ca. 1750 ppm (6 vezes o nível pré-industrial) |
| Temperatura média da superfície durante o período | ca. 17 °C (3 °C acima do nível atual)         |
| Período Triássicoview • Discussão • -255 —–-250 —–-245 —–-240 —–-235 —–-230 —–-225 —–-220 —–-215 —–-210 —–-205 —–-200 —M e s o z o i c oPPermianoT r i á s i c oJurássicoS u p e r i o rM é d i oI n fInduanoOlenekianoAnisianoLadinianoCarnianoNorianoRhaetiano←Extinção em massa←Árvores lenhosas←Retorno do carvão←Corais escleratinianos e esponjas calcificadas←Episódio pluvial CarnianoEventos-chave do período Triássico. Escala do eixo: milhões de anos atrás. |                                               |

O Triássico (ou Triásico) é um período geológico que se estende entre há 251,9 milhões a 201,4 milhões de anos. É o primeiro período da era Mesozoica e fica entre o Permiano e Jurássico. O início e o fim do período são marcados por eventos de extinção em massa. O Triássico foi nomeado em 1834 por Friedrich Von Alberti após as três camadas de rochas distintas ("tri" significa "três") que são encontradas em toda a Alemanha e noroeste da Europa (Terra vermelha, tampado por giz, seguido por folhelhos pretos) chamadas Trias.
O Triássico começou com a extinção do Permiano-Triássico, que deixou a biosfera da Terra pobre; levaria muito tempo para a vida recuperar sua diversidade anterior (cerca de 10 milhões de anos). Terapsídeos e arcossauros eram os principais vertebrados terrestres durante este tempo. Um subgrupo especializado de arcossauros, os dinossauros, apareceram pela primeira vez no Triássico, mas não se tornou dominante até o Jurássico. Os primeiros verdadeiros mamíferos também evoluíram durante este período, bem como os primeiros vertebrados voadores, os pterossauros. 
O vasto supercontinente Pangeia existiu até o Triássico, começando, gradualmente, a fissura que o separaria em duas massas de terra: a Laurásia, ao norte e Gondwana, ao sul. O clima global durante o Triássico era mais quente e seco, com desertos abrangendo grande parte do interior de Pangeia, porém, o clima mudou e se tornou mais úmido com a sua separação. O final do período foi marcado por outra grande extinção em massa, acabando com muitos grupos e permitindo que os dinossauros assumissem o domínio no Jurássico.
Em Portugal, o Triássico é sobretudo conhecido pela formação geológica Grés de Silves, com Metoposaurus e fitossauros.

## Datação e subdivisões
O Triássico é normalmente separado em Inferior, Médio e Superior, com rochas e faunas correspondentes que são:
| Triássico Superior (TR3)      |                                             |
| Reciano                       | (203,6 ± 1,5 – 199,6 ± 0,6 Milhões de anos) |
| Noriano                       | (216,5 ± 2,0 – 203,6 ± 1,5 Milhões de anos) |
| Carniano                      | (228,0 ± 2,0 – 216,5 ± 2,0 Milhões de anos) |
| Triássico Médio (TR2)         |                                             |
| Ladiniano                     | (237,0 ± 2,0 – 228,0 ± 2,0 Milhões de anos) |
| Anisiano                      | (245,0 ± 1,5 – 237,0 ± 2,0 Milhões de anos) |
| Triássico Inferior (Scythian) |                                             |
| Olenekiano                    | (249,7 ± 0,7 – 245,0 ± 1,5 Milhões de anos) |
| Indiano                       | (251,0 ± 0,4 – 249,7 ± 0,7 Milhões de anos) |

## Paleogeografia

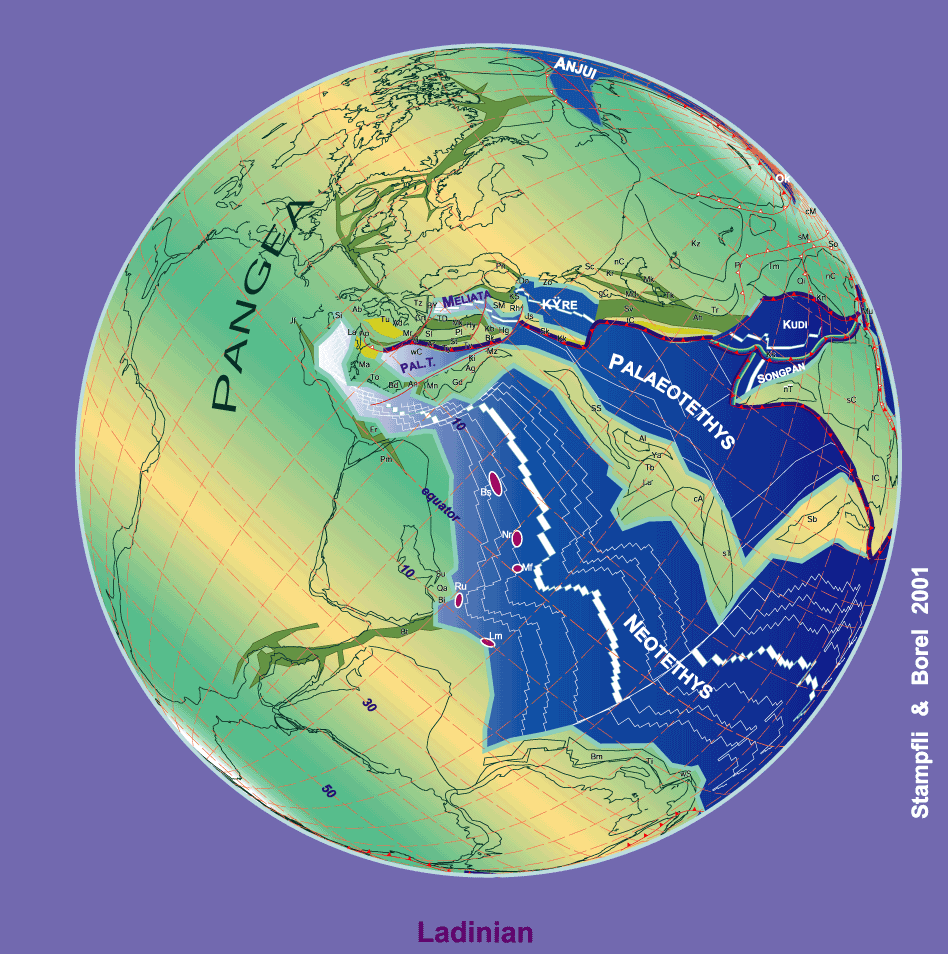
Reconstrução da terra na época Triássica Inferior.

Durante o Triássico, quase toda a massa de terra do planeta foi concentrada em um único supercontinente centrado mais ou menos na linha do equador, chamado Pangeia ("todas as terras"). Ao leste de Pangeia estava o mar de Tétis. Ali existia o oceano PaleoTétis, que existiu durante a era Paleozoica. As margens restantes foram cercadas pelo imenso oceano conhecido como Pantalassa ("todo o mar"). Todos os sedimentos do fundo do mar estabelecidas durante o Triássico desapareceram através de subducção das placas oceânicas, assim, muito pouco se sabe sobre o oceano aberto do Triássico. O supercontinente Pangeia foi rifteado durante o Triássico, especialmente no final do período, quando ainda não havia começado a separação. Os sedimentos não marinhos das primeiras fendas que marcaram a primeira ruptura de Pangeia, que separou Nova Jérsia de Marrocos, são da idade Triássico Superior. Nos EUA, estes sedimentos grossos compõem o grupo Newark. Devido ao litoral limitado do supercontinente, depósitos marinhos do Triássico são relativamente raros, apesar de sua proeminência na Europa Ocidental, onde o Triássico foi estudado. Na América do Norte, depósitos marinhos são limitados a algumas exposições no oeste. Assim, a estratigrafia do Triássico se baseia principalmente em organismos que viveram em lagoas e ambientes hipersalinos, como os crustáceos Estheria.

### África
No início da era Mesozoica, a África se juntou a outros continentes da Terra, formando a Pangeia. A África compartilhava uma fauna relativamente uniforme em todo o supercontinente, que foi dominado por terópodes, prossaurópodes e ornitísquios primitivos até o final do período Triássico. Fósseis do Triássico Superior são encontrados em toda a África, mas é mais comum no sul do que ao norte. O advento que separa o Triássico do Jurássico e o impacto global da extinção, embora haja estratos africanos deste período não foi minuciosamente estudado.

### América do Sul
No Rio Grande do Sul, Brasil, foi encontrado o estauricossauro, um dos primeiros dinossauros do planeta. Também foram encontrados os primeiros mamíferos verdadeiros: Brasilitherium e Brasilodon. A região possui vários sítios paleontológicos, que pertencem às camadas geológicas Formação Santa Maria e Formação Caturrita.

## Clima
Tomamos por base a Austrália de hoje como exemplo do que ocorria na Pangeia: observe que é um grande continente cercado por um oceano O clima nas bordas da Austrália é mais razoável do que seu interior (região central), onde um imenso deserto existe. A brisa oceânica consegue amenizar as temperaturas na borda da Austrália, mas o efeito desta brisa diminui indo para o interior desta, e de forma semelhante, era isso o que ocorria na Pangeia.
No Triássico, o clima era muito mais quente e seco do que atualmente. A temperatura média do planeta era quase o dobro da atual. Isso favorecia o aparecimento de formações de arenito e evaporito. Perto de cada um dos polos, não há nenhuma evidência de glaciação. O clima nesta região era ameno, favorecendo a proliferação de florestas. Aparentemente, as regiões polares tinham um clima (h)úmido e temperado, ideal para os répteis. Se formos procurar onde eram os polos daquela época, encontraremos evaporitos e paleodunas. Na região do Canadá existem grandes quantidades de carvão.

## Vida

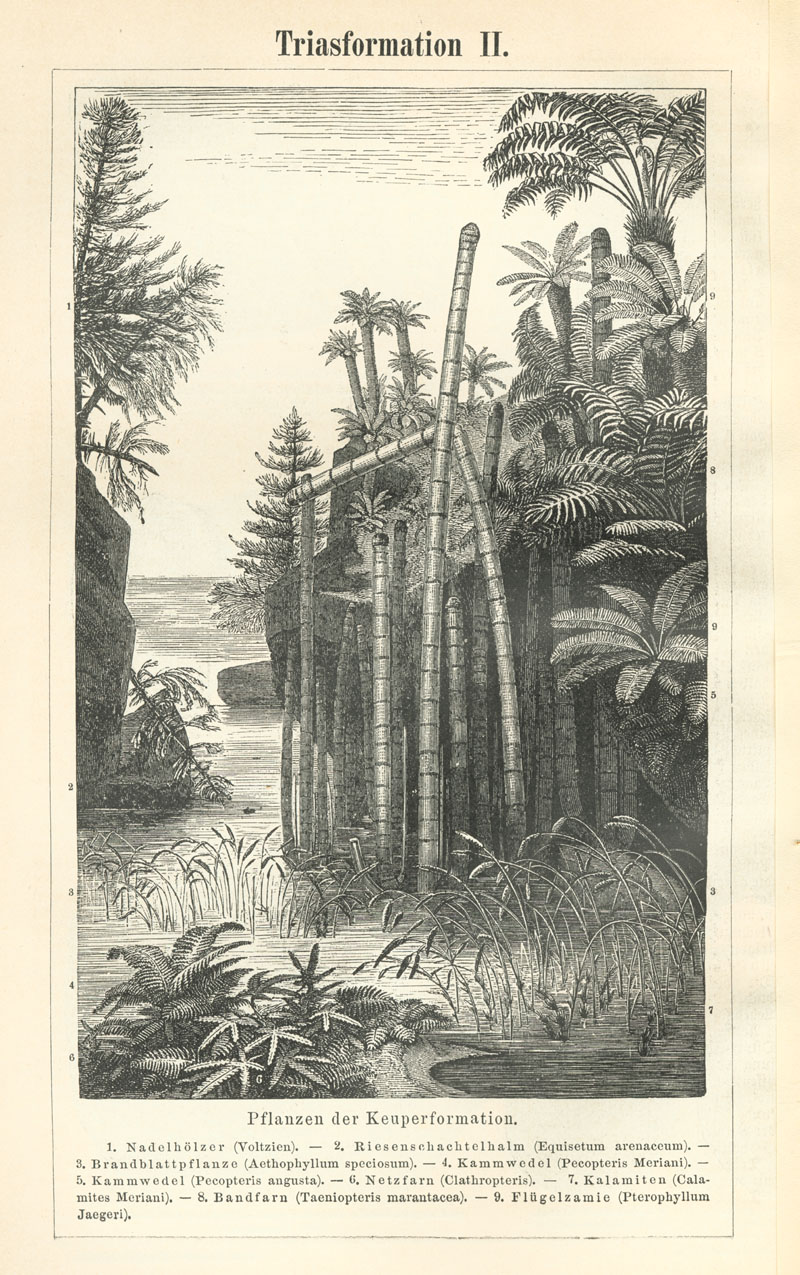
Flora do Triassico descrito na Meyers Konversations-Lexikon (1885-90)

### Flora
Durante os períodos Permiano e Triássico, os registros de âmbar são escassos. A partir do Triássico, pteridospermas são gradualmente substituídas por formas mais evoluídas de gimnospermas – as coníferas.
Houve a expansão da vegetação de gimnospermas, espécies arborescentes com flores, semente e estróbilos menos elaborados, portanto, dispersas pelo vento (as mais conhecidas são os pinheiros, ciprestes e cicas). Em terra, os resquícios de vegetação que encontramos no Triássico são de Licófitas, que viveram do Devoniano ao Triássico, atingindo cerca de 30 a 40 metros de altura. Os herbívoros tinham uma série de pedras no estômago, os gastrólitos, para ajudar a digerir a celulose. Nas florestas, prosperavam samambaias, ginkgos e coníferas. Estas últimas vão dominar boa parte do mesozoico, pois eram melhor adaptadas à intensa variação de temperatura.

### Fauna Marinha

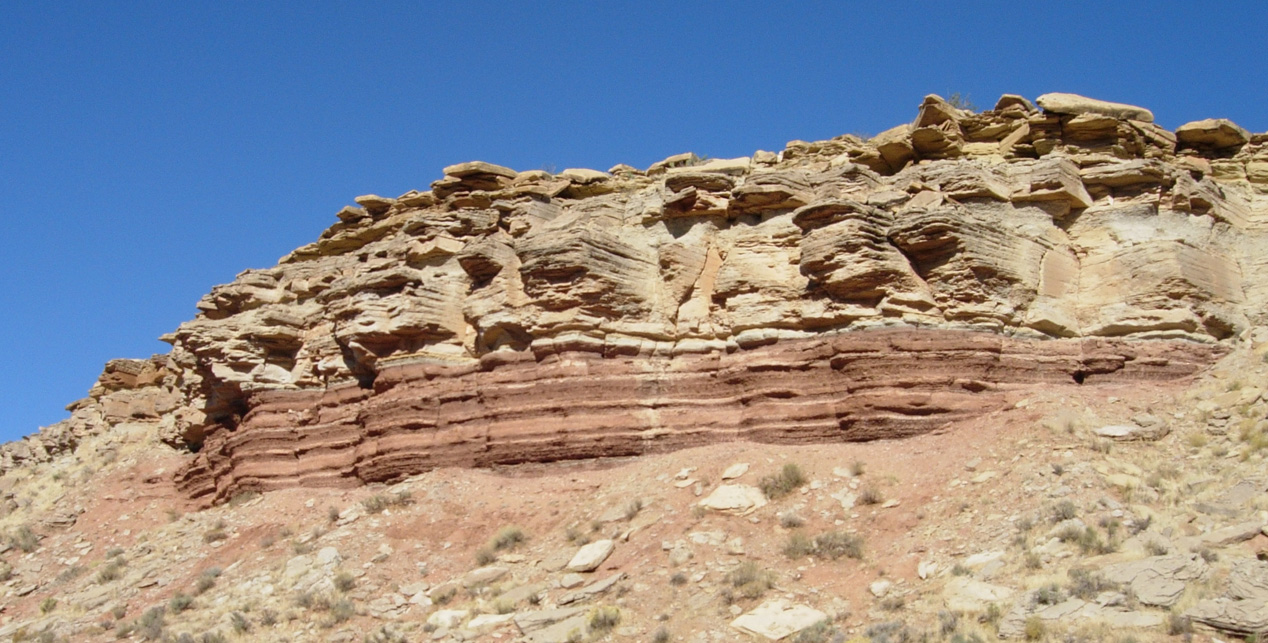
Triássico Médio sequência do litoral marinho,Utah

Surge uma nova radiação em ambientes marinhos. Novos tipos de corais, os hexacorais (Hexacorallia), surgem no Triássico inferior, formando, de maneira modesta, pequenas manchas de recifes, em comparação com sistemas de recifes de coral atuais ou anteriores, como no Devoniano.
As amonites, um tipo de molusco marinho, escaparam por pouco da extinção total. A fauna dos peixes que povoam mares e rios atualmente estão na mesma linha evolutiva dos peixes do Triássico que não foram extintos. Exemplo: dipnoicos.
Neste período, surge a família Pteriidae, moluscos bivalves que possuem a capacidade de produzir pérolas.
Nos oceanos, os principais predadores são os répteis.

### Fauna Terrestre
A extinção do Permiano-Triássico devastou a vida terrestre. A biodiversidade se recuperou lentamente e a complexa diversidade levou 30 milhões de anos para se restabelecer.
Os anfíbios Temnospondyli estão entre os grupos que sobreviveram à extinção do Permiano-Triássico; algumas linhagens (por exemplo, trematossauros) tiveram uma vida breve no Triássico Inferior, enquanto outros (por exemplo, capitossauros) mantiveram-se bem sucedidos durante todo o período. Outros, apenas ganharam destaque no final do Triássico (plagiossauros, um exemplo de metopossauros). Os primeiros anfíbios Lissanfíbios, caracterizados pelas rãs, são conhecidos desde o Triássico inferior, mas o grupo só se tornou comum no Jurássico, quando os temnospondylis se tornaram muito raros.
Répteis Archosauromorphas, progressivamente substituíram os sinapsídeos que dominavam no Permiano, embora o Cynognathus fosse o principal predador do Triássico Inferior (Olenekiano e Anisiano) em Gondwana. Os dicinodontes Kannemeyeriidae e os cinodontes gomphodontes permaneceram como importantes herbívoros durante grande parte do período. Até o final do Triássico, os sinapsídeos tiveram um papel pequeno. Durante o Carniano, os cinodontes tiveram alguns avanços que deram origem aos primeiros mamíferos (Brasilitherium e Brasilodon). O Ornithodira, que até então era um grupo pequeno e insignificante, evoluiu para os pterossauros e uma variedade dos dinossauros. O Crurotarsi foi um outro clado de dinossauros importantes que, no final do Triássico, alcançou grande diversidade, junto com vários outros grupos, incluindo os phytossauros, aetossauros, várias linhagens distintas de Rauisuchia e os primeiros crocodilos (o Sphenosuchia). Os atarracados rincossauros herbívoros e os pequenos e médios Prolacertiformes (insetívoros ou piscívoros) foram importantes grupos basais Archosauromorphas durante a maior parte do Triássico.
Entre outros répteis, as primeiras tartarugas, como Proganochelys e Proterochersis, apareceram durante o Noriano. Os Lepidosauromorphas, especificamente o Sphenodontia, foi o primeiro registro fóssil ocorrido no Carniano. Os Procolophonidae foi um importante grupo de pequenos lagartos herbívoros.
Os Arcossauros inicialmente eram raros em relação aos terapsídeos que haviam dominado os ecossistemas terrestres no Permiano, mas isso mudou no Triássico. Esta mudança pode ter contribuído para a evolução dos mamíferos, forçando os terapsídeos sucessores a mudarem sua forma mammaliaformes para viver como pequenos insetívoros noturnos. A vida noturna, provavelmente, forçou os pequenos mammaliaformes a desenvolverem pele e maior taxa metabólica.

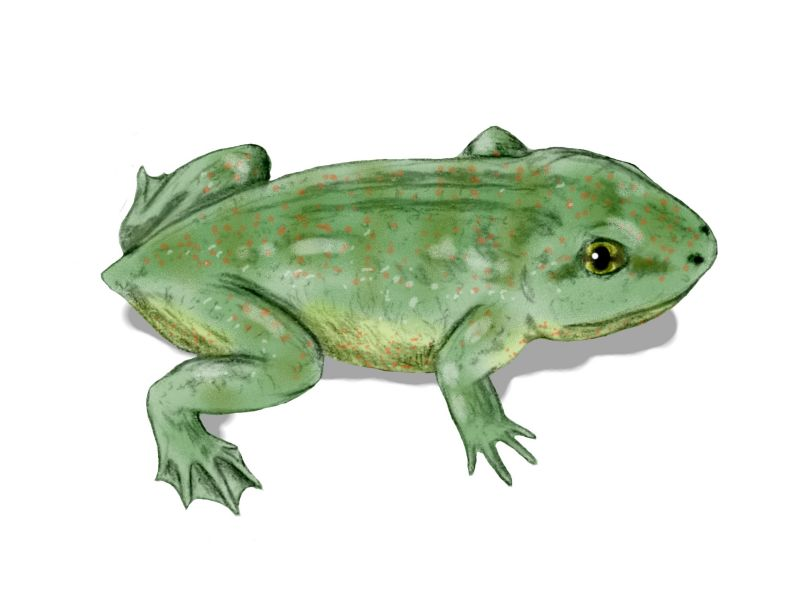
Triadobatrachus um anfíbio
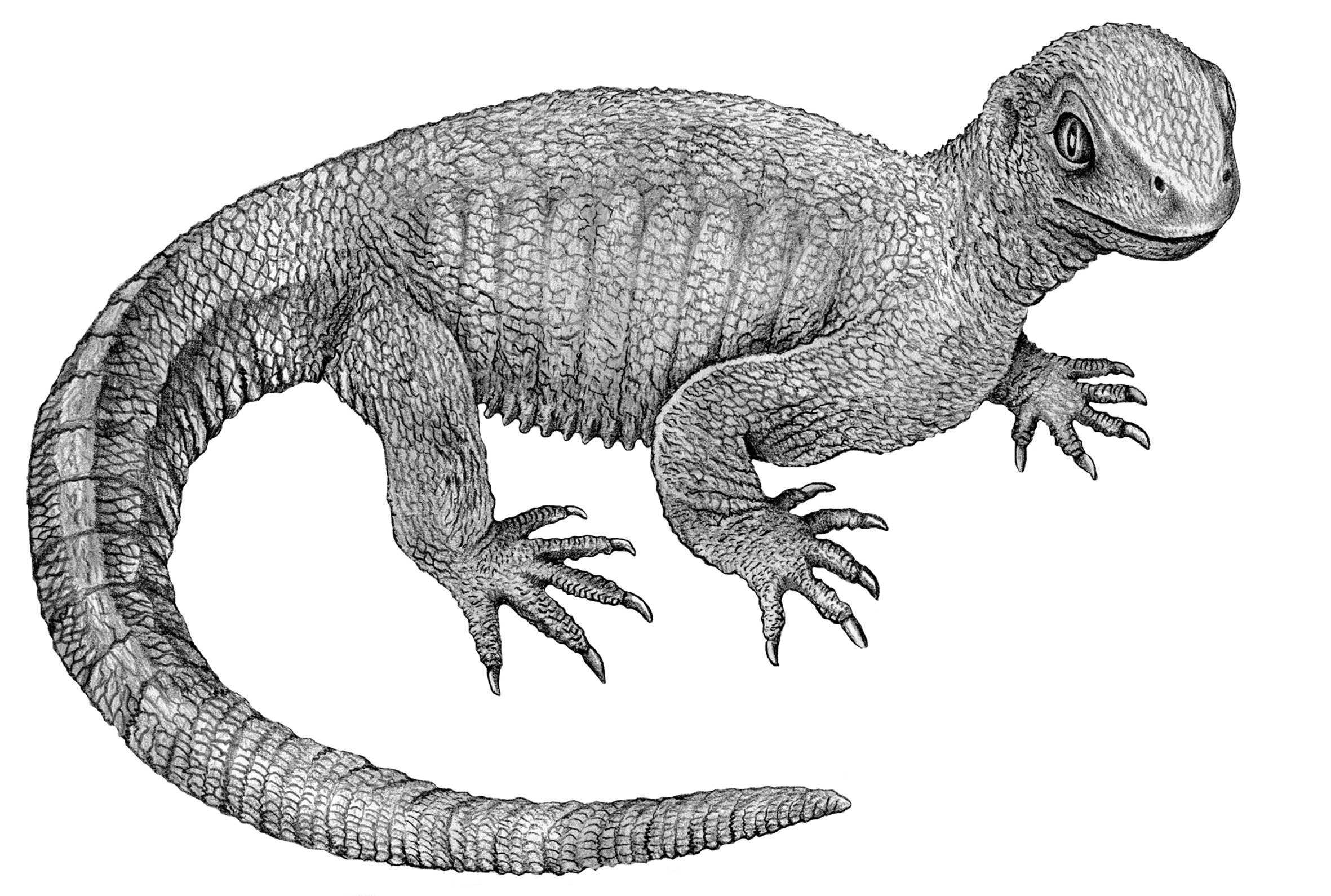
Pappochelys um quelônio primitivo
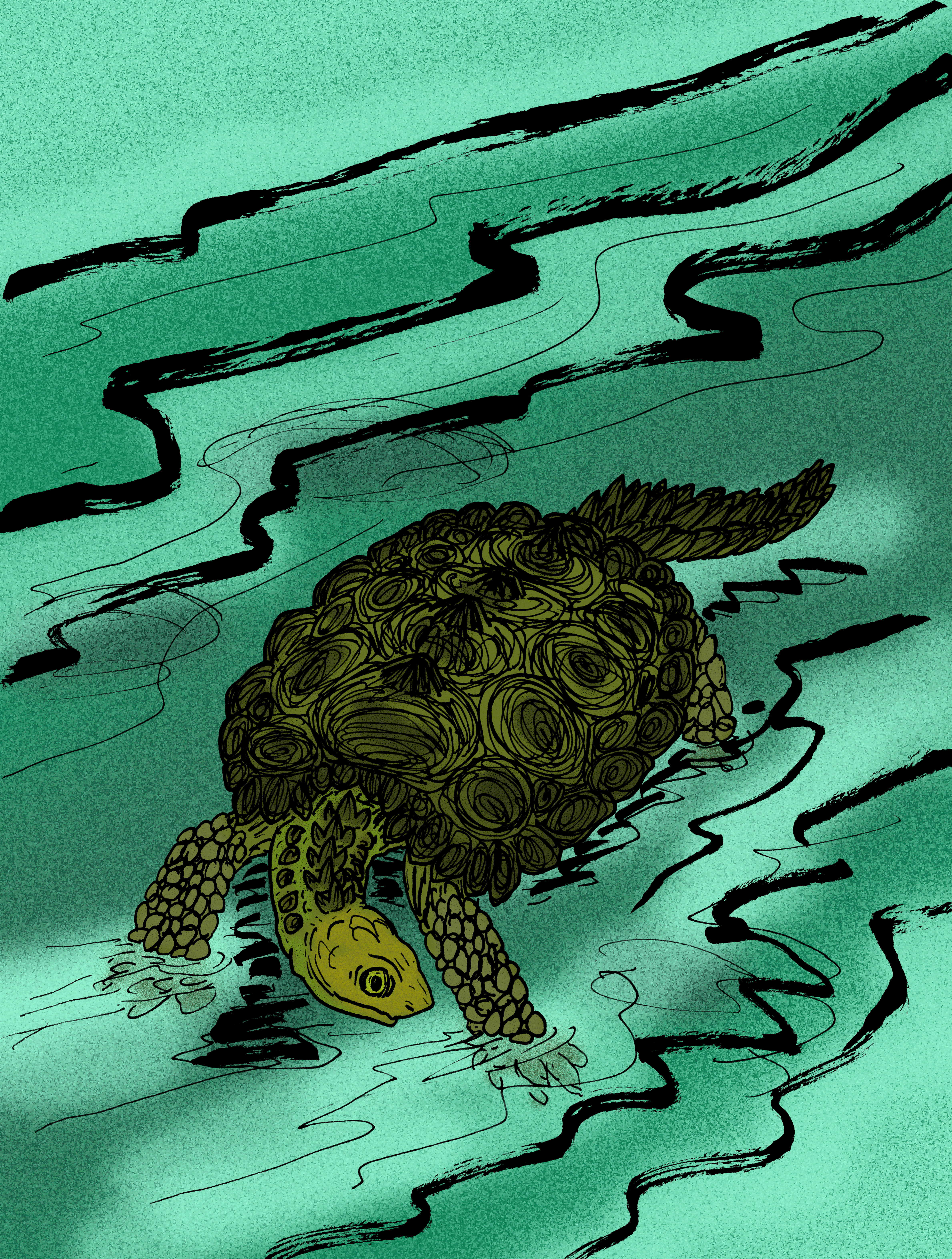
Proganochelys um quelônio
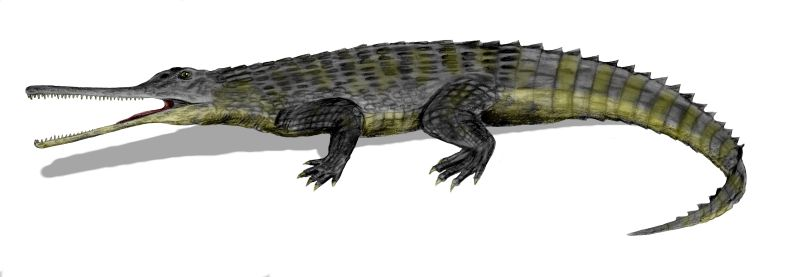
Rutiodon um fitossauro
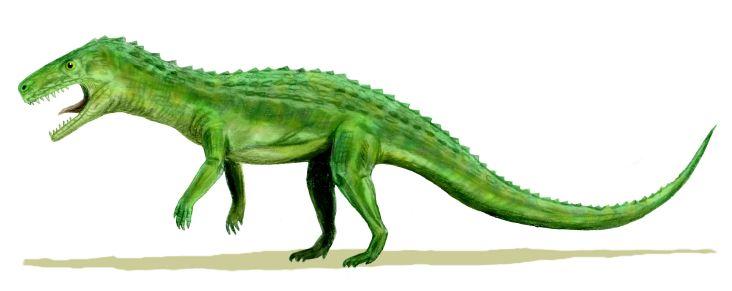
Euparkeria um arcossauro
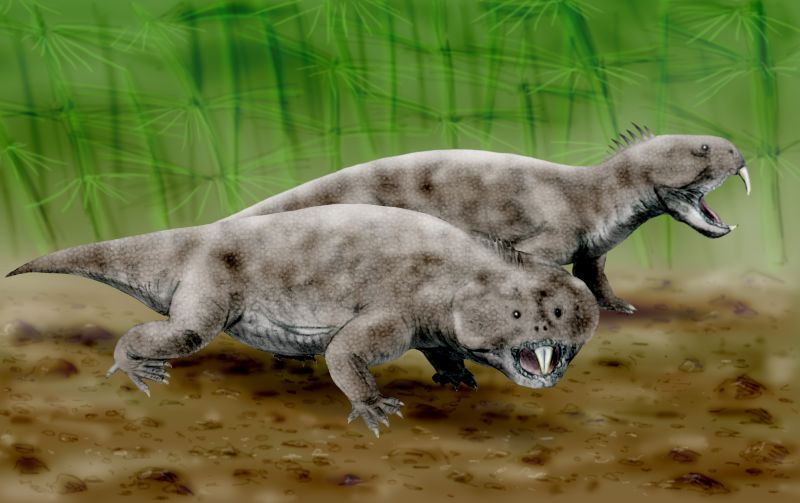
Hyperodapedon um rincossauro
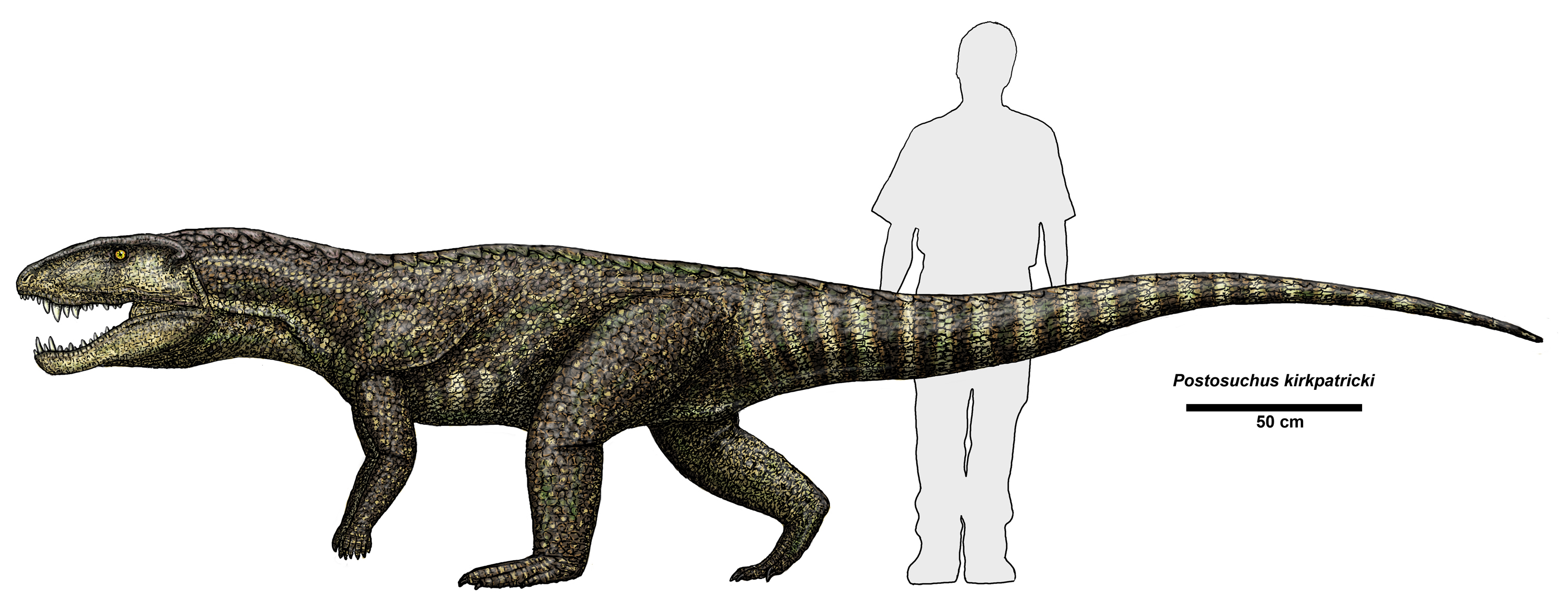
Postosuchus um rauissúquio
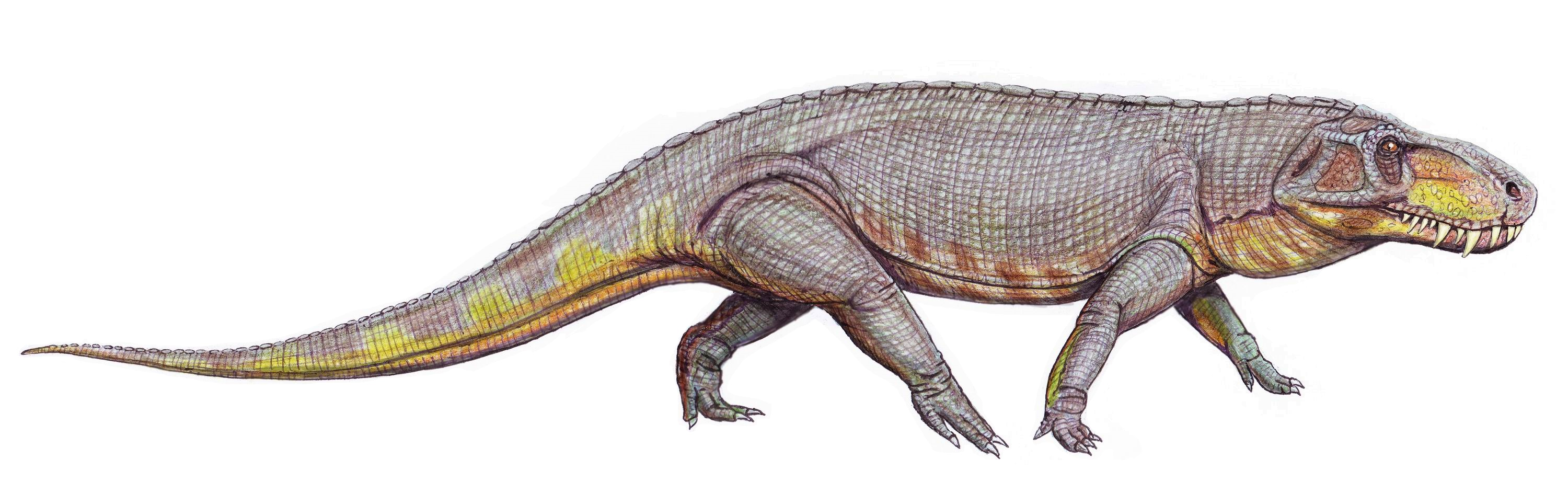
Prestosuchus chiniquensis um rauissúquio
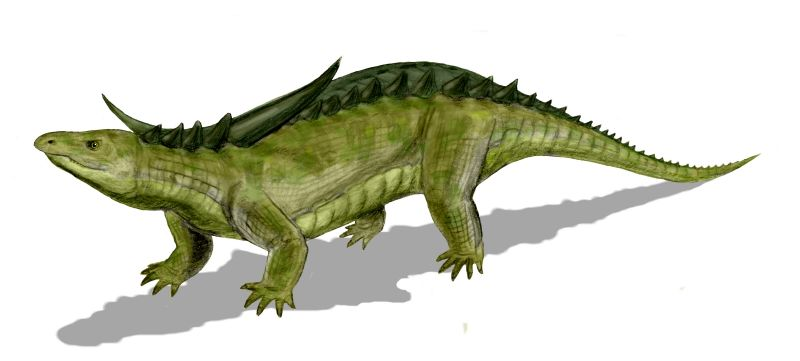
Desmatosuchus um aetossauro
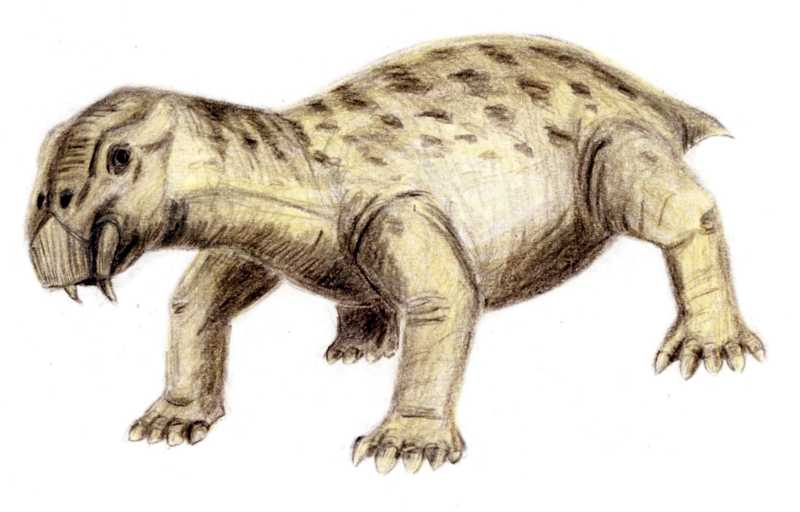
Lystrosaurus georgi um dicinodonte
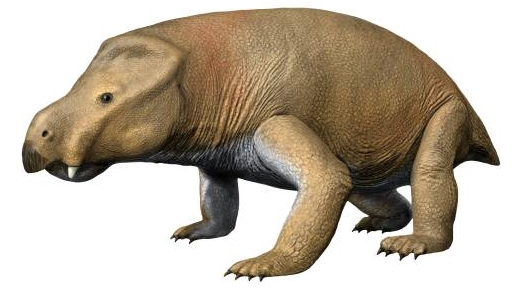
Kannemeyeria um dicinodonte
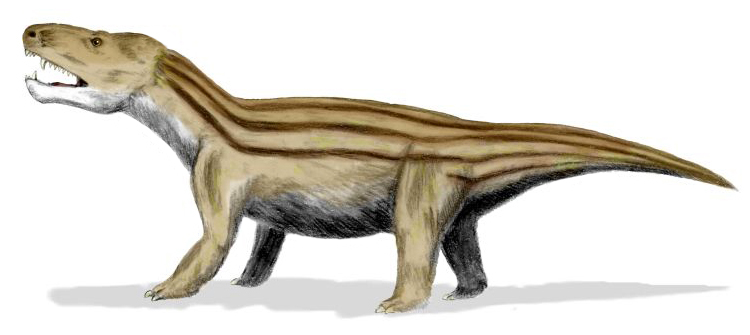
Cynognathus crateronotus um cinodonte
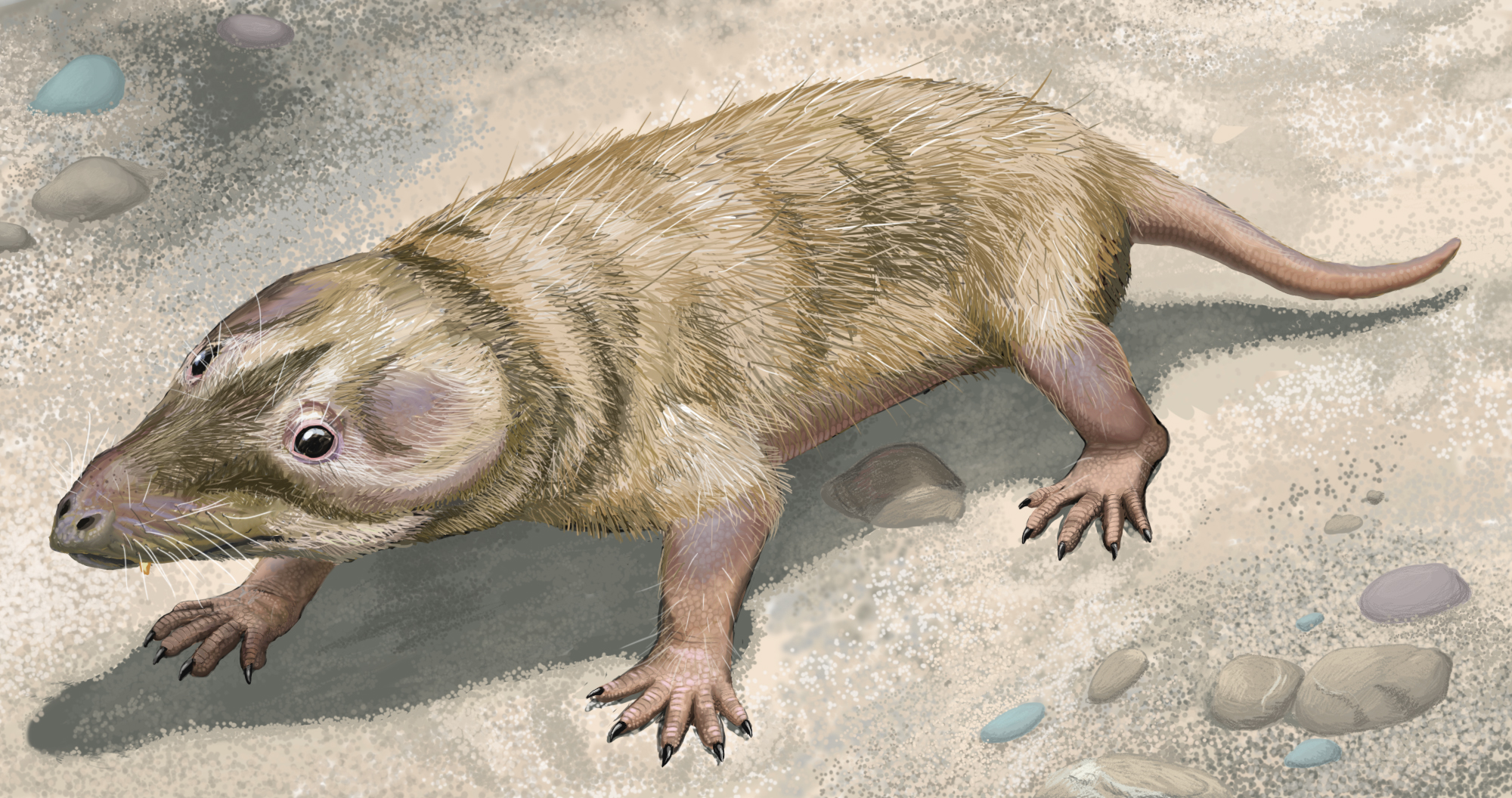
Brasilitherium um cinodonte
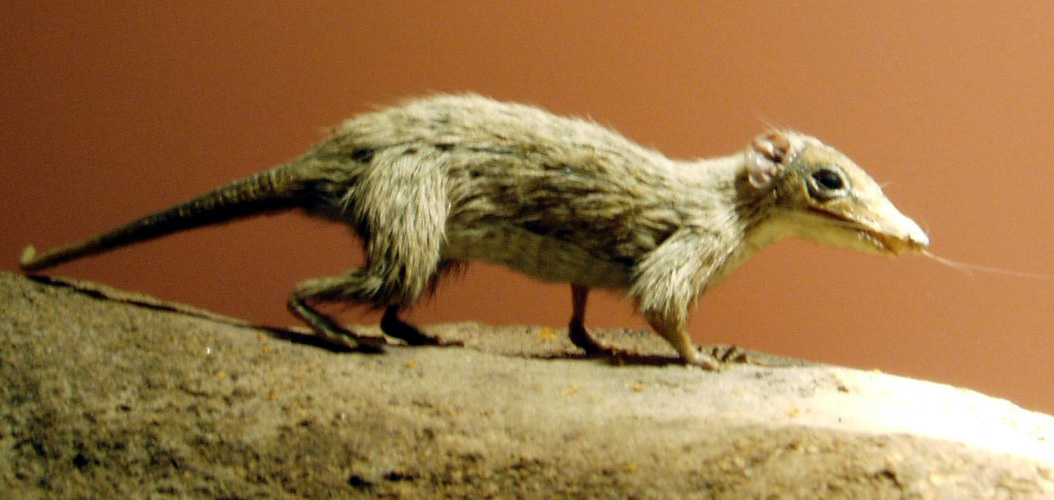
Megazostrodon um mamífero primitivo
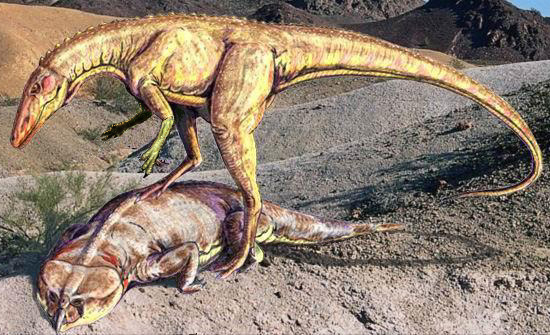
Staurikosaurus pricei um dinossauro primitivo
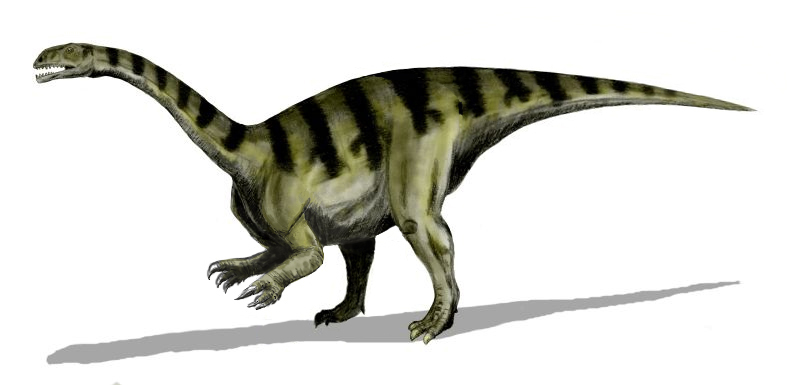
Plateossauro um dinossauro
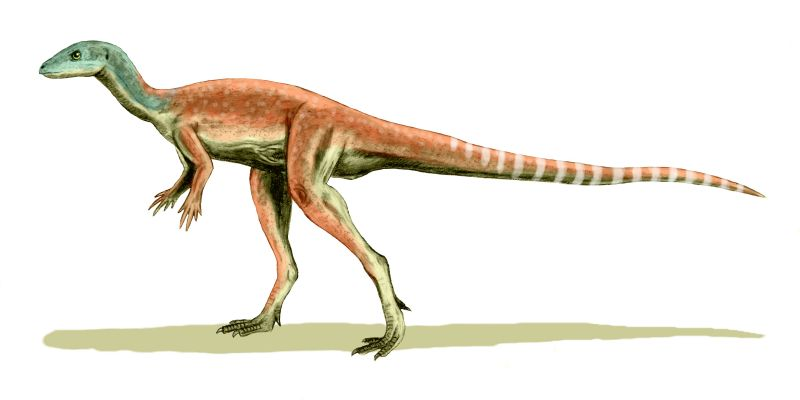
Eocursor um dinossauro
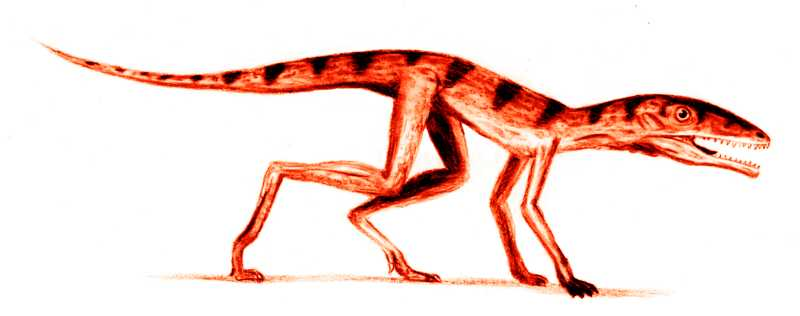
Scleromochlus um arcossauro
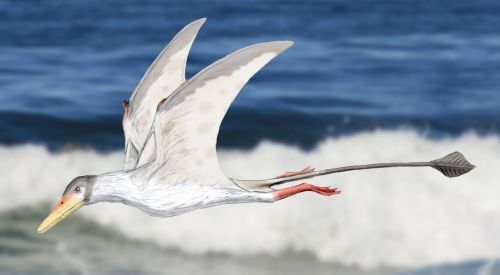
Preondactylus, um pterossauro
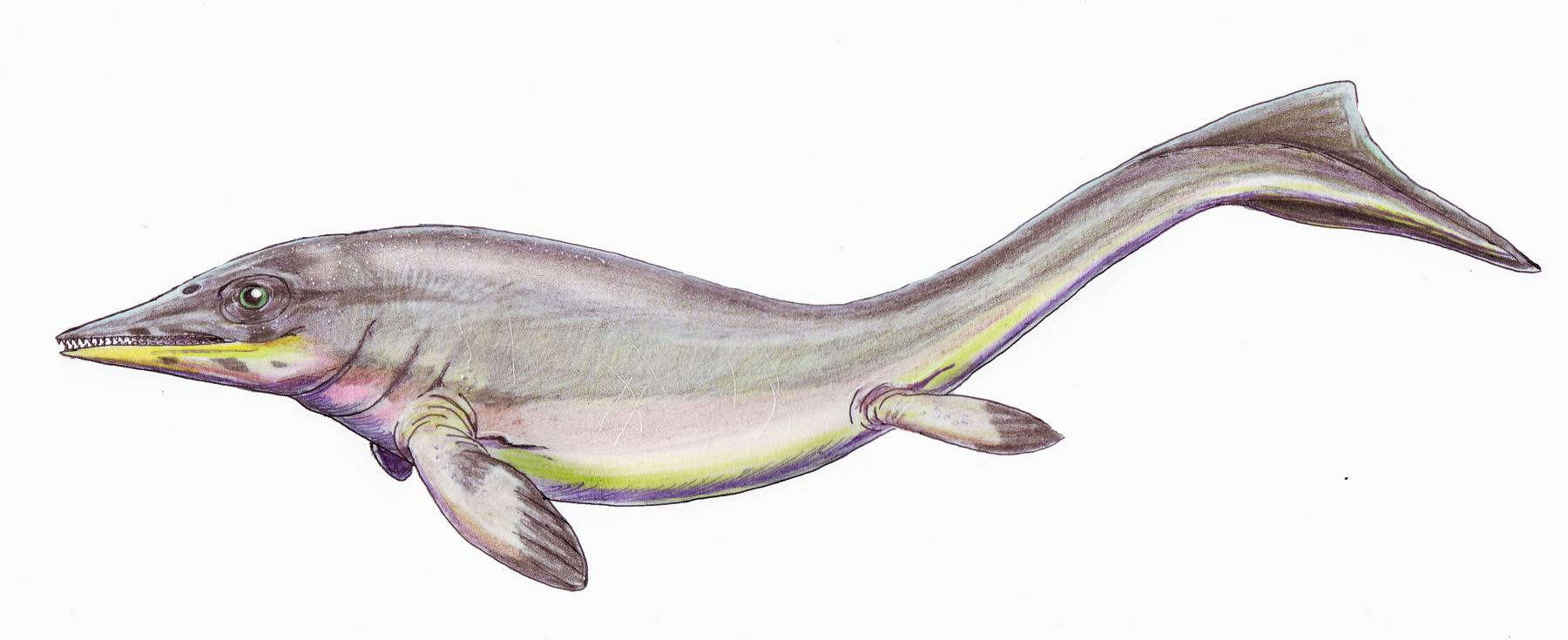
Grippia, um ictiossauro
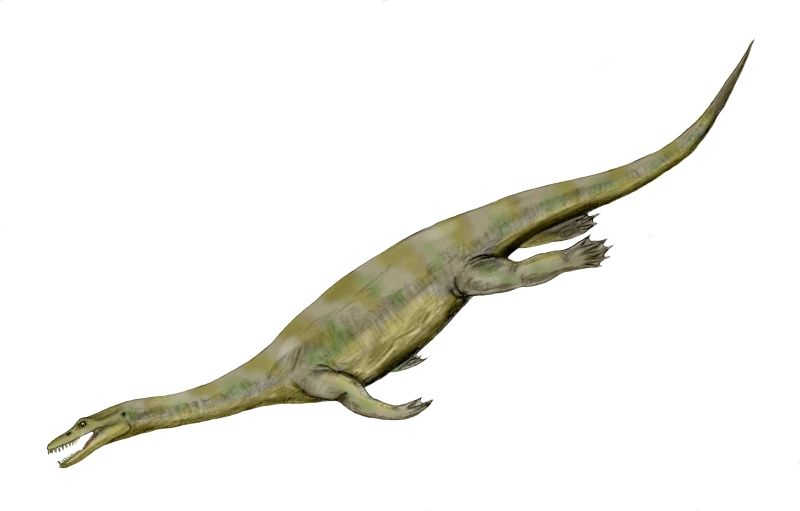
Nothosaurus, um notossauro
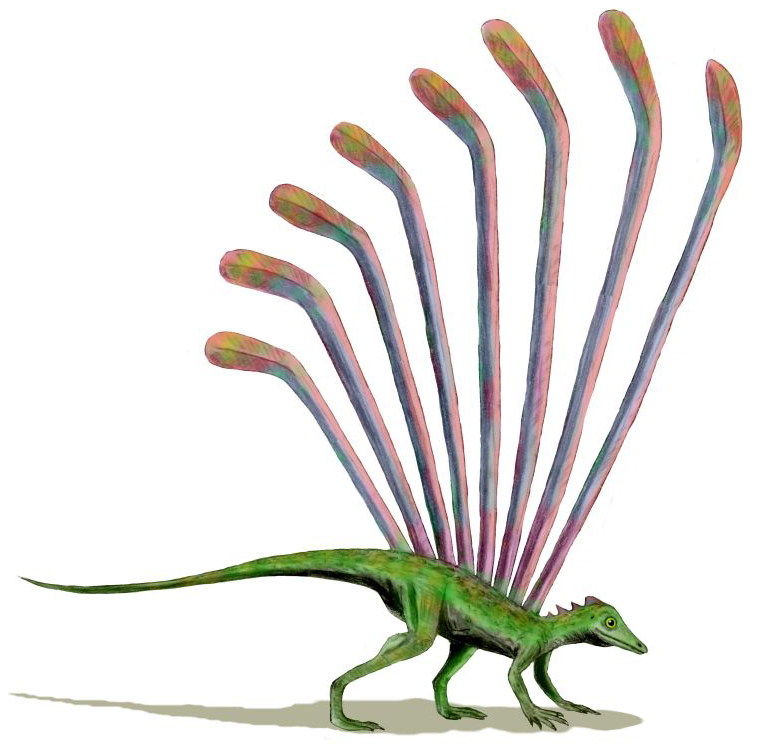
Longisquama, um réptil.

## Carvão
No início do Triássico, é perceptível pelos geólogos a ausência de carvão em todo o mundo. Isto é conhecido como a lacuna do carvão e pode ser consequência do evento de extinção do Permiano-Triássico. A queda brusca no nível do mar em todo o Permo-Triássico pode ser a explicação para a lacuna do carvão. No entanto, as teorias ainda são especulativas a respeito do porquê de o carvão estar ausente. Durante o período anterior, no Permiano, as condições desérticas e áridas contribuíram para a evaporação e inundação de muitos dos mares interiores; podem ter sido responsáveis pela queda no nível do mar. Essa hipótese é devido à descoberta de grandes bacias de sal no sudoeste dos Estados Unidos e uma bacia muito grande no centro do Canadá.
Grande parte da flora Glossopteris foi repentinamente substituída pela flora hoje largamente existente na Austrália, contendo poucas espécies de coníferas e contendo as herbáceas Lycopodiaceae. Coníferas também se tornaram comuns na Eurásia. Destes grupos de coníferas surgiram espécies endêmicas por causa das barreiras oceânicas que impediram as sementes de passarem de um local para outro por mais de cem milhões de anos. Por exemplo, Podocarpis são localizados ao sul e Pinheiros, zimbros e sequóias são localizados ao norte. A linha divisória percorre o vale do Amazonas, o Saara, o norte da Arábia, a Índia, Tailândia e Austrália. Tem sido sugerido que havia uma barreira climática para as coníferas, embora uma barreira aquática seja mais plausível. Este fato pode estar envolvido com a lacuna do carvão. O clima quente pode ter sido outro fator auxiliar importante, cruzando a Antártida ou o estreito de Bering. Houve um pico de esporos de samambaias e Lycopodiaceae imediatamente após o fim do Permiano. Houve também um aumento de esporos de fungos imediatamente após o limite Permiano-Triássico. Este ponto pode ter durado 50 mil anos na Itália e 200 mil anos na China e deve ter contribuído para o clima quente.
Um evento sem uma catástrofe pode ter gerado a lacuna do carvão devido ao fato de que os fungos terem removido toda a vegetação morta e os detritos não formaram carvão, os detritos podem desaparecer em poucas décadas na maioria dos lugares tropicais. Os esporos de fungos aumentou gradualmente e decaiu igualmente junto com uma prevalência de resíduos lenhosos. Cada fenômeno poderia sugerir a morte da vegetação generalizada. Seja qual for a causa do lacuna do carvão deve ter começado na América do Norte aproximadamente 25 milhões de anos antes.

## Lagerstätten

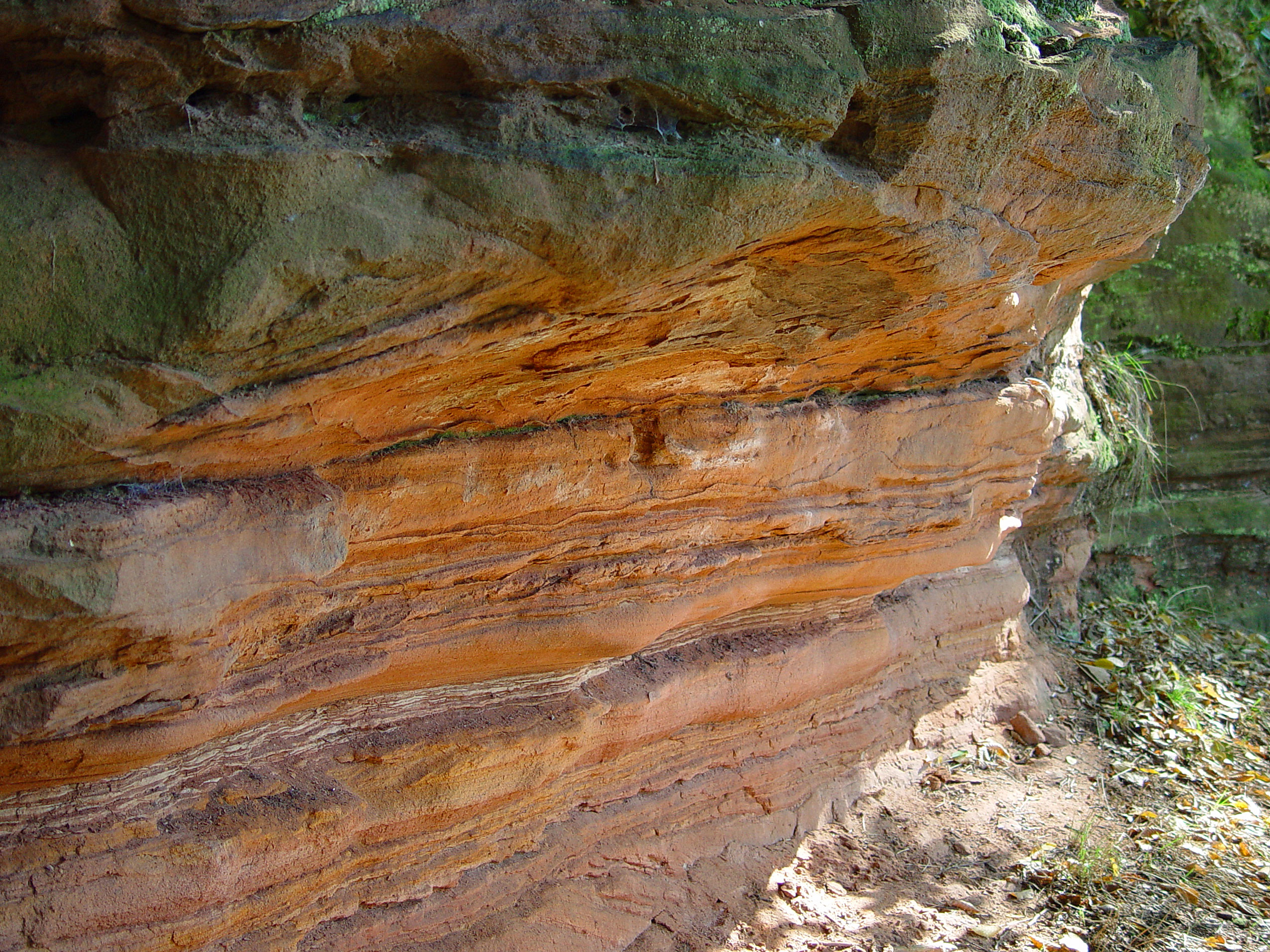
Arenito do Triássico perto de Stadtroda, Alemanha

O lagerstätte Monte San Giorgio, na região do Lago de Lugano do norte da Itália e na Suíça, no Triássico, era uma laguna com recifes com uma camada inferior anóxica, por isso não havia catadores e pouca turbulência para perturbar a fossilização, uma situação que pode ser comparada para o mais conhecido lagerstätte do Jurássico, o calcário Solnhofen. Restos de peixes e vários répteis marinhos (incluindo Neusticosaurus, Pachypleurosauros e archosauromorpha Tanystropheus), junto com algumas formas terrestres como o Ticinosuchus e o Macrocnemus, foram recuperados a partir desta localidade. Todos estes fósseis datam da transição do Anisiano para o Ladiniano, há cerca de 237 milhões de anos.

## Extinção do Triássico-Jurássico
O período Triássico terminou com uma extinção em massa, que foi particularmente grave nos oceanos. Os conodontes e todos os répteis marinhos desapareceram, exceto os ictiossauros e plesiossauros. Invertebrados como braquiópodes, gastrópodes e moluscos foram severamente afetados. Nos oceanos, 22% das famílias marinhas e cerca de metade dos gêneros marinhos desapareceram, de acordo com o paleontólogo Jack Sepkoski, da Universidade de Chicago .
Embora o evento de extinção do final do Triássico não tenha sido igualmente devastador em todos os ecossistemas terrestres, vários clados importantes de Crurotarsis desapareceram (grandes répteis Archosauromorphas, anteriormente classificados como tecodontes), como também grandes anfíbios Labirintodonte, grupos de pequenos répteis e alguns sinapsídeos (exceto os proto-mamíferos). Alguns dos primeiros dinossauros primitivos também foram extintos, mas outros dinossauros sobreviveram, mais adaptados a evoluir no Jurássico. Plantas sobreviventes que passaram a dominar o mundo no mesozóico incluem as coníferas modernas e as cycadeoids.
Não se sabe com certeza o que causou a extinção no Triássico Superior. Foi acompanhada por enormes erupções vulcânicas que ocorreram quando o supercontinente Pangeia começou a se partir entre há 202 e 191 milhões de anos [(40Ar/39Ar datas)], formando o Centro Atlântico Magmático [(CAMP)], um dos maiores eventos vulcânicos conhecidos, e o planeta esfriou e estabilizou. Outras causas possíveis mas menos prováveis para os eventos de extinção incluem o resfriamento global ou mesmo um impacto de um bólido, para o qual tem sido apontada a cratera de impacto na reserva de Manicouagan em Quebec, no Canadá; pesquisas recentes têm mostrado que o impacto ocorreu há 214 ± 1 milhões de anos. A data do Triássico-Jurássico também foi fixada de forma mais precisa, em 201,58 ± 0,28 milhões de anos. Ambas as datas estão ganhando precisão usando formas mais precisas de datação radiométrica, em particular a decadência do urânio com liberação de zircão formado com o impacto. Assim, a evidência sugere que o impacto de Manicouagan precedeu o fim do Triássico em cerca de 10 ± 2 Milhões de anos, portanto, não poderia ser a causa imediata da extinção em massa observada.
O número de extinções no Triássico Superior é contestado; alguns estudos sugerem que existem pelo menos dois períodos de extinção no final do Triássico, com diferença entre 12 e 17 milhões de anos, mas argumentos contra isso surgiram recentemente em estudos das faunas da América do Norte. No Parque Nacional da Floresta Petrificada, existe uma única sequência de sedimentos do inicio do Carniano e Noriano; uma análise de 2002 não encontrou nenhuma mudança significativa no paleoambiente. Os Phytossauros, os fósseis mais comuns da época, experimentaram uma mudança apenas no nível dos gênero e o número de espécies permaneceu a mesma. Alguns Aetosauros, os tetrápodes mais comuns, e os dinossauros primitivos, passaram inalterados. No entanto, tanto Phytossauros e Aetosauros estavam entre os grupos de répteis completamente dizimados pelo evento de extinção no final do Triássico.
É provável que tenha havido uma espécie de extinção no final do Carniano, quando vários grupos de Archosauromorphas herbívoros morreram, enquanto o herbívoro os grandes terapsídeos os dicinodontes kannemeyeriid e os cinodontes Traversodontidae foram muito reduzidos na metade norte de Pangeia (Laurásia).
Estas extinções dentro do Triássico e no final permitiram que os dinossauros se expandissem para muitos nichos que foram desocupados. Dinossauros se tornaram cada vez mais dominantes, abundantes e diversificados. Permaneceram assim durante os próximos 150 milhões de anos. A Era dos Dinossauros iniciou no Triássico, mas foi no Jurássico e no Cretáceo que eles reinaram.